# Cyanopterus subrugosus
Cyanopterus subrugosus är en stekelart som först beskrevs av Granger 1949.  Cyanopterus subrugosus ingår i släktet Cyanopterus och familjen bracksteklar. Inga underarter finns listade i Catalogue of Life.